# Delbana
Delbana es una marca suiza de relojes ubicada en la ciudad de Grenchen, Suiza.

## Historia
La compañía fue fundada en 1931 por Goliardo Della Balda. Oriundo de la República de San Marino, Della Balda se trasladó a Suiza a principios de los años 20. El lugar en el que decidió instalarse junto a su familia fue la ciudad de Grenchen ubicada en la región montañosa del Jura y considerada (al igual que hoy) la región relojera por excelencia. Tras haber trabajado durante años para distintas firmas relojeras, don Goliardo decidió fundar su propia empresa a la que dio por nombre Delbana Watch Company. Así como el nombre elegido proviene de su propio apellido, el emblema elegido proviene de la bandera de su país natal. (En la bandera de la República de San Marino puede apreciarse un escudo de armas en el centro el cual posee en su interior tres torres que hacen referencia a las tres antiguas fortalezas del país y simbolizan la fuerza, la independencia y la libertad.)

## Equipo ciclista
En la década de 1970 auspició su propio equipo ciclista, quien contó con figuras como Peder Pedersen y Martin Venix